# Tatto Falconi TTF
Tatto Falconi TTF é uma banda de rock brasileira e rock chileno de estilo rock alternativo e grunge criada no ano 2010 formada por Tatto Falconi (voz e guitarra), Rodolfo Flores (Guitarra), George Elso (Baixo e vocal de apoio) e Cristóbal Casarejos (bateria). A banda é fortemente influenciada pelo gênero grunge dos anos 90 e por grupos como Nirvana, Pearl Jam e Soundgarden. A começo da década de 1990, alcançou mais notoriedade no Brasil, Argentina e Uruguai com seus grupos grunge brasileiros Tattoo Falconi e Extasy. A banda Tatto Falconi TTF possui vinte e um álbuns de estúdio e ficou conhecida por suas músicas As Minas Pirão, Five Forces e Tourning back.

## História
Tatto Falconi TTF nasceu em 2010 com o retorno de Tatto Falconi de Guarapari, Espírito Santo, onde morava. Tatto Falconi TTF, foi criada em Guarapari, Espírito Santo no ano 2010, com duas tragédias na vida do cantor e guitarrista da banda Tatto Falconi. Primeiro com a morte do seu pai: Jose Carlos Falconi ou "Bandeira" conhecido corretor de imóveis e músico da cidade Guarapari, Espírito Santo. No mesmo ano também morre o seu amigo de infância com quem tocava junto em suas primeiras bandas: "Jam" e "Gufi" no Chile Emanuel Finlayson, isso detonou em uma longa e forte depressão para o músico. Tatto Falconi escreveu e compôs canções nos idiomas português, inglês e espanhol e a finais do ano 2010 lançou o primeiro álbum chamado "Trayecto Infinito" em idioma espanhol, com isso começou oficialmente a banda Tatto Falconi TTF. A primeira formação começou com Rodrigo Burotto (guitarra), Alvaro Moscoso (baixo), Sergio Urzua (bateria) e Tatto Falconi (voz e guitarra). Já fizeram turnês mundiais pela Ásia, América do Sul, América do Norte e Europa, lançaram o mais novo álbum, sendo o decimo noveno da carreira, que mistura grandes clássicos do rock brasileiro e rock chileno. O grupo, formado por quatro integrantes, tem inspirações em bandas como Nirvana, Pearl Jam e Soundgarden.

### 2011 e turnê pela Ásia
Em 8 de março de 2011, a banda Tatto Falconi TTF excursionou pela Ásia, Tóquio (Japão). Eles fazem uma apresentação no dia 10 de março na noite do país nipônico, abrindo para a banda de metal experimental Dir En Grey em um festival de música no país. Na tarde do dia 11 de março, enquanto almoçavam em um restaurante próximo ao hotel, passaram por um grande susto quando um violento terremoto de 8,9 graus Richter os surpreendeu. Lá estavam os 4 músicos e o representante da banda. Meganoticias descobre que a banda estava em Tóquio e através de uma entrevista via Skype com a banda e após a chegada de Tatto Falconi TTF no Chile, eles falam com o vocalista.

### 2015 e turnê pela Europa e América do Sul
Em 26 de agosto de 2015, foi anunciado em diferentes eventos na página oficial do Twitter e Instagram e se espalhou a notícia de uma possível turnê do Tatto Falconi TTF na Europa e também na América do Sul. O que se tornou real nos últimos dias de agosto, quando Tatto Falconi TTF se apresentou em palcos em Madri, Espanha com bandas como Héroes del Silencio, também em Valência Espanha depois abra para Die Toten Hosen em Berlim e Hamburgo, Alemanha. Em setembro eles começam uma turnê na América do Sul, começando na Cidade do México, México tocam junto às bandas locais Pepe Pecas e Los Cogelones. Devido a inconvenientes e imprevistos, a banda não chegou a Bogotá, Colômbia como planejado. Mais tarde, eles chegam em Lima, Peru e tocam junto à banda local El Troglodita em três eventos. A turnê terminaria em 27 de setembro de 2015. Posteriormente, a banda lançou novos singles, como "Five Forces"(2015), "Tourning Back"(2015), "As Minas pirão" (2015), seguido dos álbuns Five Forces(2015) e As Minas Pirão (2016).

### Novos integrantes e álbunsAs minas pirãoeCallejero
Após a turnê Five Forces do ano de 2015 pela Europa e América do Sul e apesar de todos os acontecimentos desfavoráveis durante a turnê e posteriormente a separação de seus integrantes, a banda não desapareceu. No final de 2015 Falconi e Casarejos se reuniram no México com Elso para se tornar o novo baixista, as coisas funcionaram e isso serviu para manter a motivação para fazer novas músicas. Em 2016 encontraram alguém digno de preencher o vazio deixado pela saída dos três músicos dos Estados Unidos da banda: Rodolfo Flores, assumiu a guitarra da banda. Assim nasceu naquele ano a terceira formação do Tatto Falconi TTF: Tatto Falconi como sempre na voz e guitarra, Rodolfo Flores na guitarra, George Elso no baixo e vocal de apoio, e Cristobal Casarejos na bateria. Em 2016 eles começam a compor e fazer os preparativos para o lançamento dos novos álbuns, As Minas Pirão e Callejero. Tatto Falconi termina de fechar com a Sony Music-México para encerrar o contrato feito anteriormente e assim manter o master do álbum inédito gravado em janeiro de 2016: Callejero. Em dezembro, após doze meses de espera, foi lançado As minas Pirão, os dois novos álbuns em português e espanhol de Tatto Falconi TTF sob o selo mexicano Sony music México. A banda conquistou significativa atenção nas rádios, as músicas "Ven y deja todo" que já haviam sido popularizadas em seus shows ao vivo, "Espectro", "No estoy loco", "As Minas Pirão" e "Eu Não Vou Deixar" foram um sucesso nas rádios chilenas, argentinas, uruguaias, mexicanas e brasileiras.

### 2021 e turnê pelo Brasil e Portugal
Em 1 de novembro de 2021, foi anunciado em diferentes canais de televisão, radiodifusão, imprensa e através das páginas oficiais da banda no Twitter e Instagram da turnê 2021 Tatto Falconi TTF no Brasil e Portugal. O que se tornou realidade em 3 de dezembro de 2021, quando Tatto Falconi TTF se apresentou em palcos em Porto Alegre, Curitiba, Florianópolis, Brasília, Belém, Goiânia, Rio de janeiro, São Paulo, Belo Horizonte, Vitória, Salvador e Recife com bandas como Paralamas do Sucesso e O Rappa no Rio de janeiro e São Paulo. Em Janeiro iniciam uma turnê por Portugal, que começa em Lisboa, com as bandas O Rappa e Raimundos. A banda também se apresentou em Porto, fizeram 2 shows com a banda Raimundos e depois em Braga fizeram 3 shows com o mesmo grupo, terminando a turnê no início de fevereiro em 2022. A banda lançou novos singles, como"Ela me prefere doidão" (2022).

### 2022 e turné pelos Estados Unidos e América do Sul
Em 1 de julho de 2022, foi anunciado em diferentes canais de televisão, radiodifusão, imprensa e através das páginas oficiais da banda no Twitter e Instagram da turnê 2022 Tatto Falconi TTF pelos Estados Unidos e também América do Sul. O que se tornou real o dia 29 de julho, quando Tatto Falconi TTF se apresentou em palcos da Seattle, Los Angeles, Phoenix, Virginia e Houstoncom bandas como Pearl Jam e Korn em Virginia e Houston. Em agosto eles iniciam uma turnê pela América do Sul, começando em Cidade do México, México com as bandas Molotov e Café Tacvba. A banda chegou em Bogotá, Colômbia fizeram 3 apresentações com as bandas 1280 Almas e depois em Medellín fizeram 3 apresentações com Aterciopelados. Posteriormente, eles chegam em Buenos Aires, Argentina se apresentam com uma das maiores bandas de rock da Argentina La Renga em 3 eventos que encerrariam a turnê no final de agosto de 2022. A banda lançou novos singles, como como "All" (2022),"Run"(2022),"Ela me prefere doidao"(2022) e seguido pelos álbuns "All" (2022) e"Ela me prefere doidão" (2022).

## Integrantes

#### Formação atual[10]
- Giovanni Falconi - voz, guitarra (2010 - presente)
- Rodolfo Flores - guitarra  (2016 - presente)
- George Elso - Baixo e vocal de apoio (2016 - presente)
- Cristóbal Casarejos - batería (2016 - presente)

#### Ex-integrantes[11]
- Rodrigo Burotto - guitarra (2010 - 2012)
- Álvaro Moscoso - Baixo e vocal de apoio (2010 - 2012)
- Sérgio Urzua - bateria (2010 - 2012)
- Luciano Assunção - guitarra (2013 - 2015)
- Juliano Ferreira - Baixo e vocal de apoio (2013 - 2015)
- Dave Writer - bateria (2013 - 2015)

## Discografia

### Álbums de estúdio
- 2010, Trayecto Infinito
- 2011, Injusta Sociedad
- 2012, Playa Cannabis
- 2013, Calma mi Sed
- 2014, Guitarra y Destino
- 2015, Pasó la Vieja
- 2015, Five Forces
- 2016, As Minas Pirão
- 2016, Callejero
- 2017, Guarapari Rock
- 2017, In the Club
- 2018, Rebelião
- 2018, Revolução
- 2019, Funny Day
- 2019, Adrenalina
- 2020, Even Because
- 2020, Pure Malice
- 2021, Conceitos Distantes
- 2021, Como el Infinito
- 2022, Ela me prefere Doidão
- 2022, All

## Álbuns de estúdio
| Ano  | álbuns de estúdio                                                                               | Canções |
| ---- | ----------------------------------------------------------------------------------------------- | --- |
| 2010 | Trayecto Infinito - Primeiro álbum de estúdio - Lançamento: dezembro - Gravadora: Independente  | "Sólo Tus Ojos", "El Lanzaso", "No Me Veras Caer", "Trayecto Infinito", "Al Ponerse el Sol", "Homenaje Teletón", "Al Ponerse el Sol (vivo)", "Expansión", "Nutshell", "Te Amaré Aquí"                                                                                          |
| 2011 | Injusta Sociedad - Segundo álbum de estúdio - Lançamento: janeiro - Gravadora: Independente     | "Celos Y Desconfianza", "Despierta Mi Imaginación", "Plata Matas", "Drogas para Depresión", "Arco Iris", "Injusta Sociedad", "Yo Detesto Tu Clasismo", "Un Rayo de Presentimiento", "Last Kiss"                                                                                |
| 2012 | Playa Cannabis - Terceiro álbum de estúdio - Lançamento: abril - Gravadora: Rbd Records         | "Forastero Ilegal", "Fumo Hierba", "Un Día De Paz", "Nena Te Llevaré", "Playa Cannabis", "Calma mi Sed", "Calor Intenso", "Ven Regresa Luego", "La Velada" |
| 2013 | Calma mi Sed - Quarto álbum de estúdio - Lançamento: janeiro - Gravadora: Rbd Records           | "El Lanzaso 2.0", "Cura del Dolor", "Plata Matas", "Calma mi Sed", "Desolación", "Afírmate Bien Loco ", "Recuerdos", "To get over it I would", "Fach (instrumental)", "Hoje a Noite Não Tem Luar (cover)"                                                                      |
| 2014 | Guitarra y Destino - Quinto álbum de estúdio - Lançamento: maio - Gravadora: Rbd Records        | "Terremoto de Chile 27 F", "Tu Tortura (en vivo)", "Trago Amargo (unplugged)", "Celos y Desconfianza (en vivo)", "Ángel Negro (en vivo)", "Compilado Show (en vivo)", "No Llores Mi Niña", "Contradicciones", "Noche de Hechizo"                                               |
| 2015 | Pasó la Vieja - Sexto álbum de estúdio - Lançamento: abril - Gravadora: Rbd Records             | "Nunca dejes de intentar", Te dejas hoy de tonteras", "Nunca te arrepientas", "Yo pago hoy por ver (en vivo)", "Fin del mundo", "Pasó la vieja", "Porno Placer (en vivo)", "Serás mi corazón", "Amanecer (instrumental)", "Histórias perdidas", "Riff Play Rec (instrumental)" |
| 2015 | Five Forces - Sétimo álbum de estúdio - Lançamento: maio - Gravadora: Som Livre                 | "Tourning Back", "Tragedy", "You Never Go There", "Miss You", "Five Forces", "Prozac Panzer", "Innersound", "My Spirit", "Colossus", "Seattle" |
| 2016 | As Minas Pirão - Oitavo álbum de estúdio - Lançamento: novembro - Gravadora: Sony-México        | "Eu Não Quero Mais", "No meus braços", "Eu Não Vou Deixar", "Pensei Que Fosse Fácil", "Qualquer Hora", "Vou Te Buscar", "Se Liga Seu Trouxa", "As minas pirão", "Não Tente Confundir"                                                                                          |
| 2016 | Callejero - Noveno álbum de estúdio - Lançamento: dezembro - Gravadora: Sony-México             | "Ven y Deja Todo", "Espectro", "Derretirme el Calor de Tu Sed", "Mozart Era Callejero", "No Estoy Loco", "Para que Procures la Piel", "Juego Cruel", "Esa Noche Volver a Vivir", "Perfecta para Mí", "Caída Libre"                                                             |
| 2017 | Guarapari Rock - Décimo álbum de estúdio - Lançamento: janeiro - Gravadora: Som Livre           | "Viajante", "Pense em Mim", "A Saudade Aperta", "Eles Nunca Vão Entender", "Eu Quero Rock And Roll", "A Sua Inocência", "O Rock Inflamável", "Guarapari Rock", "Cansado de Rockstar", "7 Portas"                                                                               |
| 2017 | In the Club - Décimo primeiro álbum de estúdio - Lançamento: fevereiro - Gravadora: Som Livre   | "It's Back", "On the Paper", "Danger", "When Your Hurl", "Tomorrow", "Challenger", "Base Jumping", "In Your Life", "Nutshell", "Will Be So" |
| 2018 | Rebelião - Décimo segundo álbum de estúdio - Lançamento: novembro - Gravadora: Zagaz Records    | "Direto", "Conceitos Distantes", "Perdendo a Minha Alma", "Verme Sedento", "Fui Infectado pela Sujeira", "Marte Ataca", "Rebelião", "Sigma", "Tamara" |
| 2018 | Revolução - Décimo terceiro álbum de estúdio - Lançamento: dezembro - Gravadora: Zagaz Records  | "Revolução", "Zombies Dançando Rock N Roll", "A Sua Ignorância", "A Ultima Vontade É A Que Vence", "Rebelião", "Empresa Universal Do Reino Da Exploração", "Poison", "43 Seconds", "Last Friend", "Como Um Vicio"                                                              |
| 2019 | Funny Day - Décimo quarto álbum de estúdio - Lançamento: outubro - Gravadora: Zagaz Records     | "Away", "Come On", "Stranded", "That Curious Moon", "Funny Day", "Art's Song", "Addicted", "Alive", "Runaway", "Let It Go", "Chain Right", "Shadow", "Endless Good Bye" |
| 2019 | Adrenalina - Décimo quinto álbum de estúdio - Lançamento: novembro - Gravadora: Zagaz Records   | "Gasolina", "Homem Bomba", "Empresa Universal Do Reino Da Exploração", "Etnocidio", "Zombie's Dançando Rock & Roll", "Teu Caráter é Manipulado", "Quando a Luz Se Apagar", "Vou Me Vingar", "Eu Vou Continuar", "Adrenalina"                                                   |
| 2020 | Even Because - Décimo sexto álbum de estúdio - Lançamento: abril - Gravadora: EMI               | "Voices", "Suicidal", "Special Girls", "Emergency Exit", "Porn", "Thiriteen Steps to Hell", "Even Because", "Creep Show", "Hey Baby", "Illucion", "Rage TTF" |
| 2020 | Pure Malice - Décimo sétimo álbum de estúdio - Lançamento: maio - Gravadora: EMI                | "Tale with No End", "We Are the Last Lost Youth", "Full Time Rockers", "Kids for Sale", "Just Be a Man", "My Internal Hell", "Pure Malice", "Sick of Life", "Rush", "This Sundown"                                                                                             |
| 2021 | Conceitos Distantes - Décimo oitavo álbum de estúdio - Lançamento: janeiro - Gravadora: EMI     | "Direto", "Fui Infectado pela Sujeira", "Marte Ataca", "Faina", "Perdendo a Minha Alma", "Sigma", "Verme Sedento", "Conceitos Distantes", "Zapruder Film", "Tamara" |
| 2021 | Como el Infinito - Décimo nono álbum de estúdio - Lançamento: maio - Gravadora: EMI             | "Caminata Infinita", "Sigo el Rumbo de Mi Libertad", "Nadie Te Lo Va a Impedir", "Nada Es Igual", "No Dejes Que Me Vaya", "Eres Tú Mi Deseo y Mi Inspiración", "Espejismos", "Quiero Encontrarte Otra Vez", "Son Tus Besos", "Tengo un Ideal", "Como el Infinito", "Mírame"    |
| 2022 | Ela me prefere doidão - Vigésimo primeiro álbum de estúdio - Lançamento: julho - Gravadora: EMI | "Planos pra nada", "Vacinado", "O Capitalista", "Tudo me faz", "E Depois", "Hoje", "Antítese", "Addition", "Personagens", "Nada é como era antes, "Ela me prefere doidão", "Amanha","Por água abaixo","Made in a Quiet"                                                        |
| 2022 | All - Vigésimo primeiro álbum de estúdio - Lançamento: julho - Gravadora: EMI                   | "In My Arms", "Hey Down", "Run", "That Was Once", "The Day Brings", "Window", "All", "The Point", "After a Long Yawn", "State of Being Wrong","Boxes" |

## Singles[15]
| Ano  | Singles                  | Gravadora/Catálogo |
| ---- | ------------------------ | ------------------ |
| 2010 | "El Lanzaso"             | Independente       |
| 2011 | "Injusta Sociedad"       | Independente       |
| 2012 | "Playa Cannabis"         | Rbd Records        |
| 2013 | "Calma mi Sed"           | Rbd Records        |
| 2014 | "Terremoto de Chile 27F" | Rbd Records        |
| 2015 | "Pasó la Vieja"          | Rbd Records        |
| 2015 | "Five Forces"            | Som Livre          |
| 2016 | "As minas pirão"         | Som Livre          |
| 2016 | "Ven y deja todo"        | Som Livre          |
| 2017 | "Guarapari Rock"         | Som Livre          |
| 2017 | "In the Club"            | Som Livre          |
| 2018 | "Rebelião"               | Zagaz Records      |
| 2018 | "Revolução"              | Zagaz Records      |
| 2019 | "Funny Day"              | Zagaz Records      |
| 2019 | "Adrenalina"             | Zagaz Records      |
| 2020 | "Even Because"           | EMI                |
| 2020 | "Pure Malice"            | EMI                |
| 2021 | "Conceitos Distantes"    | EMI                |
| 2021 | "Como el Infinito"       | EMI                |
| 2022 | "Ela me prefere Doidão"  | EMI                |
| 2022 | "All"                    | EMI                |

## Videografia[16]
| Ano  | Videografia              | Gravadora/Catálogo |
| ---- | ------------------------ | ------------------ |
| 2010 | "El Lanzaso"             | Independente       |
| 2011 | "Injusta Sociedad"       | Independente       |
| 2012 | "Playa Cannabis"         | Rbd Records        |
| 2013 | "Calma mi Sed"           | Rbd Records        |
| 2014 | "Trago Amargo"           | Rbd Records        |
| 2015 | "Pasó la Vieja"          | Rbd Records        |
| 2015 | "Five Forces"            | Som Livre          |
| 2016 | "As minas pirão"         | Som Livre          |
| 2016 | "Ven y deja todo"        | Som Livre          |
| 2017 | "Guarapari Rock"         | Som Livre          |
| 2017 | "It's Back"              | Som Livre          |
| 2018 | "Perdendo a minha alma"  | Zagaz Records      |
| 2018 | "Revolução"              | Zagaz Records      |
| 2019 | "Funny Day"              | Zagaz Records      |
| 2019 | "Gasolina"               | Zagaz Records      |
| 2020 | "Thirteen Steps To Hell" | EMI                |
| 2020 | "Full Time Rockers"      | EMI                |
| 2021 | "Conceitos Distantes"    | EMI                |
| 2021 | "Como el Infinito"       | EMI                |
| 2022 | "Ela me prefere Doidão"  | EMI                |
| 2022 | "All"                    | EMI                |